# Neath Abbey
Neath Abbey war eine Zisterzienserabtei in Wales. Die Ruine des Klosters liegt rund 2 km westlich von Neath (Castell-Nedd) an der Straße nach Swansea (Abertawe) im Neath Port Talbot County Borough (früher West Glamorgan).

## Geschichte
Die Abtei wurde im Jahr 1129 von Sir Richard de Granville gestiftet und 1130 mit Mönchen aus Kloster Savigny besetzt. Sie kann ursprünglich näher am Fluss Neath, vielleicht in Cwrt-y-Bettws, gelegen sein. Mit der Kongregation von Savigny schloss die Abtei sich 1147 dem Zisterzienserorden in der Filiation der Primarabtei Clairvaux an. Der Konversenbau wurde zwischen 1170 und 1220 errichtet, die übrigen Gebäude des Klosters im Wesentlichen im 13. Jahrhundert, während die Kirche zwischen 1280 und 1330 vollständig umgebaut wurde. 1314 wurde das Kloster geplündert. 1539 wurde die Abtei, deren Jahreseinkommen auf 132 Pfund beziffert worden war, die aber der ersten Klosterauflösung 1536 dank einer Geldzahlung entgehen konnte, von der Krone eingezogen und an Sir Richard Williams vergeben. Gegen Ende des 16. Jahrhunderts wurde das Abtshaus aus dem 14. Jahrhundert unter Verwendung von Steinen aus dem Kloster, die auch für den Bau der St.-Thomas-Kirche in Neath Verwendung fanden, in ein Herrenhaus für Sir John Herbert umgebaut, das aber zu Beginn des 18. Jahrhunderts zur Ruine wurde. Seit 1720 wurde die Abtei als Kupferschmelze genutzt; später wurde sie Teil eines Industriegebiets und verfiel. Nach 1924 wurde das Gelände geräumt und ausgegraben und 1944 unter staatliche Verwaltung gestellt. Heute steht es unter Verwaltung der Welsh Historic Monuments (CADW).

## Anlage und Bauten

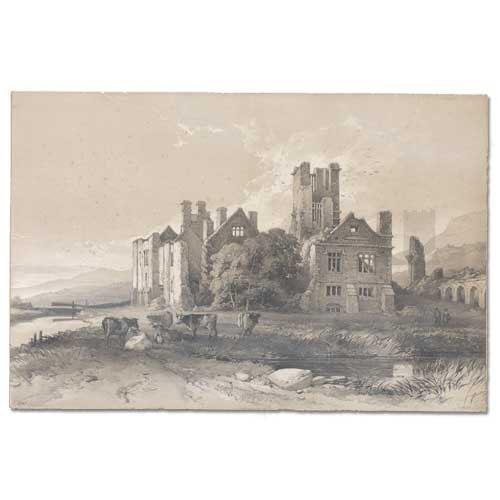
Neath Abbey, Stich von John Syer (1815–1885)

Die Anlage entsprach im Wesentlichen dem bernhardinischen Plan. Die Kirche, deren Westteil nahezu in der ursprünglichen Höhe erhalten ist, ist im Decorated Style gehalten und hatte ursprünglich ein großes, nicht mehr vorhandenes Westfenster. Das Langhaus war dreischiffig. Die Wände der Seitenschiffe sind weitgehend erhalten, vom Mittelschiff jedoch nur die Säulenbasen. Das Querhaus hatte je zwei rechteckige Kapellen im Osten. Im Südquerhaus ist noch die Basis der Dormitoriumstreppe vorhanden. Im Mönchschor und im Querhaus haben sich umfangreiche Reste der Bodenfliesen erhalten. Auch das Presbyterium war dreischiffig, von seinem nördlichen Schiff ist ein Joch in vollständiger Höhe erhalten. Hinter dem Hochaltar verläuft ein Umgang. Von der südlich (rechts) von der Kirche gelegenen Klausur sind Kapitelsaal und Parlatorium im Wesentlichen verschwunden. Jedoch sind von den südlich angrenzenden Teilen (dem späteren Abtshaus) größere Reste erhalten. Auch das Mönchsrefektorium ist größtenteils abgegangen. Vom Konversenrefektorium ist mehr erhalten, jedoch nicht das Gewölbe. Der Konversenbau war durch eine Klostergasse vom Kreuzgang abgetrennt (vgl. z. B. Kloster Eberbach, Stanley Abbey, Whitland Abbey oder Cleeve Abbey).